# 13 février 1965
Le samedi 13 février 1965 est le 44e jour de l'année 1965.

## Naissances
- Andy Buckley, acteur américain
- Hiro Yūki, seiyū japonais
- Ida Ladstätter, skieuse autrichienne
- Yuri Savichev, joueur de football russe
- Kenny Harrison, athlète américain spécialiste du triple saut
- Nathalie Kanoui, actrice française
- Peter O'Neill, homme politique papou
- Philippe Jarbinet, auteur de bandes dessinées
- Sven Demandt, footballeur allemand
- Valeri Kirienko, biathlète russe

## Décès
- Aleksander Polus (né le 1er février 1914), boxeur polonais
- Charles De Koninck (né le 29 juillet 1906), philosophe, théologien et professeur canadien d'origine belge
- Humberto Delgado (né le 15 mai 1906), homme politique portugais
- Léon Turcat (né le 7 décembre 1874), industriel français
- Manuel Amechazurra (né le 18 mars 1884), joueur de football espagnol
- Marc Sabathier Levêque (né le 27 janvier 1928), poète, peintre et organiste français
- William Heard Kilpatrick (né le 20 novembre 1871), pédagogue américain
- Yves Urvoy de Portzamparc (né le 23 juin 1885), contre-amiral français

## Événements
- Assassinat d’Humberto Delgado par la Pide, à Villanueva del Fresno, en Espagne, à la frontière avec le Portugal.
- Sortie du téléfilm français Le Roi Lear